# Váczi Dénes
Váczi Dénes (Budapest, 1964. december 23. –) labdarúgó, középhátvéd.

## Pályafutása

### Klubcsapatban
1975-ben a Ferencvárosban kezdte a labdarúgást. 1984-ben egy nemzetközi mérkőzésen lépett pályára a Fradiban. 1985–86-ban sorkatonai szolgálata alatt a Honvéd Köteles SE csapatában szerepelt. Leszerelése után a Tatabányai Bányász együttesében mutatkozott be az élvonalban, ahol egy bajnoki ezüst- és bronzérmet szerzett a csapattal. 1992-ben a Csepel SC-hez igazolt.

### A válogatottban
1991 és 1996 között hét alkalommal szerepelt a válogatottban. Hétszeres egyéb válogatott (1991).

## Sikerei, díjai
- Magyar bajnokság
  - 2.: 1987–88
  - 3.: 1986–87

## Statisztika

### Mérkőzései a válogatottban
| Magyarország | Magyarország       | Magyarország                  | Magyarország | Magyarország | Magyarország | Magyarország | Magyarország | Magyarország |
| #            | Dátum              | Helyszín                      | Hazai        | Eredmény     | Vendég       | Kiírás       | Gólok        | Esemény      |
| ------------ | ------------------ | ----------------------------- | ------------ | ------------ | ------------ | ------------ | ------------ | ------------ |
| 1.           | 1991. január 17.   | Chandrasekharah, Nair Stadion | India        | 1 – 2        | Magyarország | Nehru-kupa   | -            |              |
| 2.           | 1991. február 19.  | Rosario, Central Stadion      | Argentína    | 2 – 0        | Magyarország | barátságos   | -            |              |
| 3.           | 1991. december 4.  | León                          | Mexikó       | 3 – 0        | Magyarország | barátságos   | -            |              |
| 4.           | 1991. december 8.  | San Salvador                  | Salvador     | 1 – 1        | Magyarország | barátságos   | -            |              |
| 5.           | 1994. október 12.  | Budapest, Népstadion          | Magyarország | 0 – 0        | Németország  | barátságos   | -            | 46'          |
| 6.           | 1994. december 14. | Mexikóváros, Azték-stadion    | Mexikó       | 5 – 1        | Magyarország | barátságos   | -            | 71'          |
| 7.           | 1996. április 24.  | Budapest, Népstadion          | Magyarország | 0 – 2        | Ausztria     | barátságos   | -            | 46'          |
|              | Összesen           |                               |              | 7            | mérkőzés     |              | 0            | gól          |